# Chyliza javana
Chyliza javana är en tvåvingeart som beskrevs av Shatalkin 1998. Chyliza javana ingår i släktet Chyliza och familjen rotflugor. Inga underarter finns listade i Catalogue of Life.